# Moshe Feinstein
Moshe Feinstein – in ebraico משה פיינשטיין‎?, noto anche come Rabbi Moshe, Rav Moshe, Reb Moshe (Voblasc' di Minsk, 3 marzo 1895 – New York, 23 marzo 1986), ebreo ortodosso, studioso della Halakhah e rinomato Posek (decisore), stimato come l'autorità suprema de facto degli ebrei ortodossi d'America, che si riferiscono a lui semplicemente col titolo "Reb Moshe". Le sue decisioni giuridiche sono vastamente citate nella letteratura rabbinica.

## Opere
La maggiore notorietà di Rabbi Feinstein gli proviene da una vita dedicata a rispondere alle questioni halakhiche rivoltegli dagli ebrei d'America e da tutto il mondo ebraico. Ha scritto circa duemila responsa su una vasta gamma di problematiche concerneti la pratica ebraica in tempi moderni. Alcuni responsa si trovano inoltre nel suo commentario talmudico (Dibros Moshe), altri circolano informalmente e 1.883 responsa sono stati pubblicati nella sua opera Igrot Moshe (Epistole di Mosè. Tra gli scritti di Rabbi Feinstein si annoverano:
- Igros Moshe ("Epistole di Mosè"), opera classica di responsa halakhici. Sette volumi sono stati pubblicati mentre era in vita; un ottavo volume, pubblicato postumo, curato dal marito di sua nipote Rappoport e pubblicato da Rappoport e dal nipote Rabbi Mordecai Tendler, non è accettato universalmente come autoritativo. Anche un nono volume è stato pubblicato postumo.
- Dibros Moshe ("Parole di Mosè"), un'opera in undici volumi di novelle talmudiche.
- Darash Moshe ("Mosè spiega",riferimento a Levitico 10:16[2]), novelle sulla Torah (pubblicato postumo).

Alcune delle prime opere di Feinstein, incluso un commentario del Talmud gerosolimitano, furono distrutte dalle autorità sovietiche.